# Palazzo Ginori

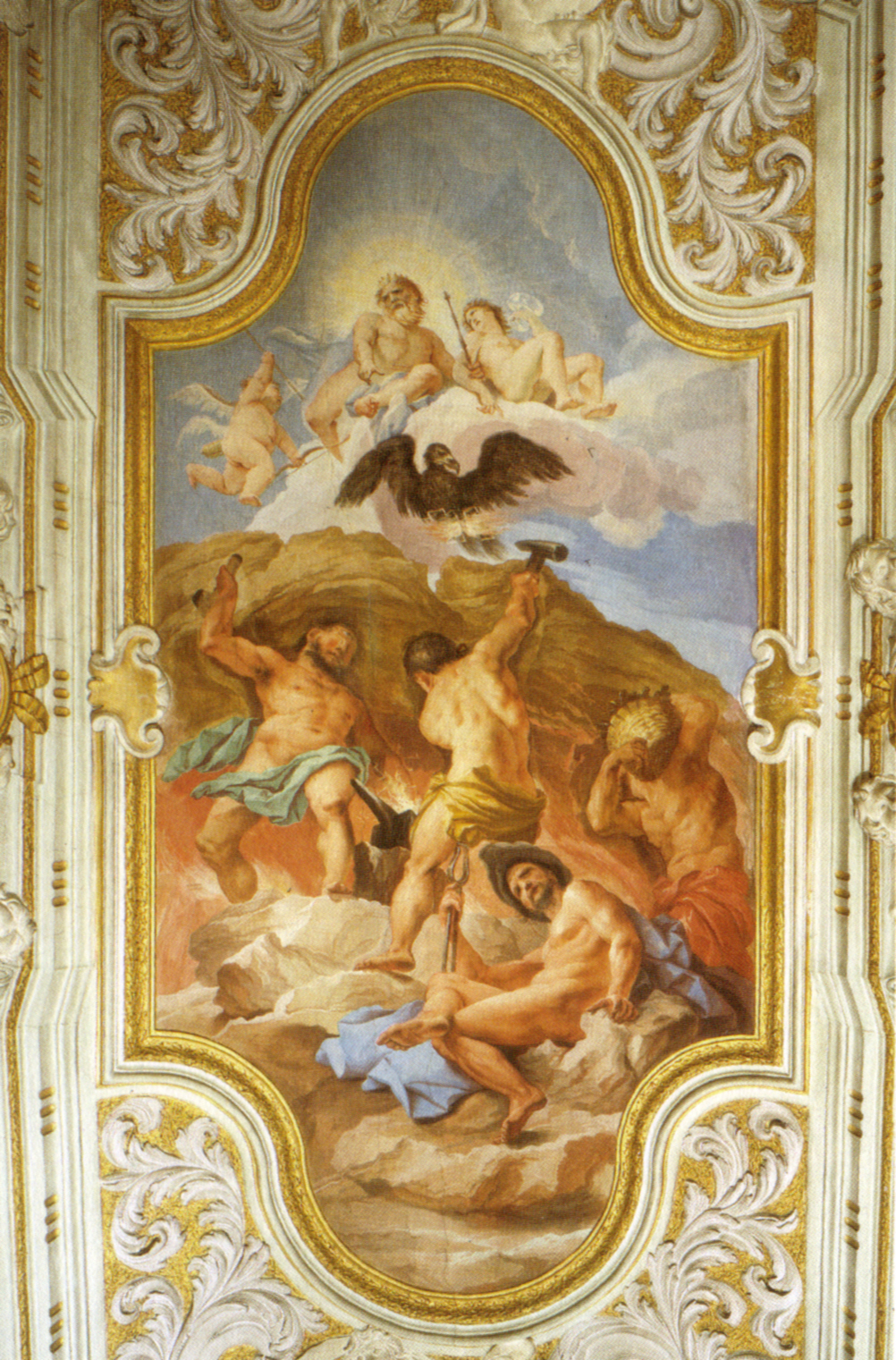
Affreschi settecenteschi nel palazzo

Palazzo Ginori si trova nell'omonima via de' Ginori al numero 11 a Firenze.

## Storia

### Il Cinquecento
I conti Ginori sono stati una delle più importanti famiglie fiorentine nella lunga storia cittadina, e questo è il principale palazzo di famiglia nel centro di Firenze. Qui sono documentate dagli inizi del Quattrocento alcune antiche case già appartenenti a questa stessa famiglia. Il palazzo fu costruito su iniziativa di Carlo Ginori, che nel 1515 acquistò tre case confinanti alla sua e, dal 1516 al 1520, ne incaricò l'architetto Baccio d'Agnolo, artista che in quegli anni lavorò anche alla villa di famiglia di Torre dei Baroncoli, nei pressi di Calenzano. Tuttavia la perdita di un libro nell'archivio familiare con le notizie inerenti alla costruzione del palazzo impedisce di confermare definitivamente il nome del responsabile dell'edificio, sebbene la critica sia concorde, anche in base alle somiglianze con la facciata di palazzo Guadagni, opera di Simone del Pollaiolo, il maestro di Baccio d'Agnolo.
Originariamente l'edificio presentava il fronte decorato con pitture a monocromo (totalmente perdute) raffiguranti le Storie di Sansone, opera di Mariano da Pescia, allievo di Ridolfo del Ghirlandaio: si trattava di uno dei primi esempi di questo tipo di decorazione, che ebbe successo nel XVI secolo per poi cadere in disuso, anche per il rapido deterioramente di molte facciate.
Dopo la morte di Carlo il palazzo passò a suo nipote Lionardo, marito di Caterina Soderini, zia di Lorenzino de' Medici rimasta celebre per l'intrigo che la ebbe al centro durante l'organizzazione dell'assassinio di Alessandro de' Medici, duca di Firenze: Lorenzino aveva attirato l'odiato parente in una trappola in una vicina casa dirimpetto al Palazzo Ginori e accanto al Palazzo Medici (nella scomparsa via del Traditore, che prendeva il nome proprio dall'episodio) proprio con la promessa di un incontro galante con Caterina.

### Il Seicento
Dopo un primo ampliamento datato al 1616, l'edificio fu ulteriormente ingrandito verso via della Stufa nel 1691-1694, su progetto del giovane architetto Lorenzo Merlini, grazie all'acquisto di una casa confinante che consentì la realizzazione di due ali laterali affacciate su uno spazio lastricato. "Il Merlini progettò una loggia a due ordini di arcate tra paraste binate per il prospetto tergale, e un finto loggiato, sempre con paraste binate, per le facciate laterali e per quella su via della Stufa, che racchiudono al centro, rispettivamente, aperture timpanate e cancello affiancato da due nicchie di statue" (Martelli). Al centro del giardinetto si trovava una "fonte in terra alla francese", che per concessione granducale era rifornita d'acque proveniente da tubature dal vicino casino di San Marco.
Poco dopo, nel 1699, in occasione del matrimonio tra Lorenzo Ginori con Anna Maria Minerbetti, Anton Maria Ferri sistemò alcune sale del piano nobile che furono affrescate e decorate da Alessandro Gherardini, Carlo Marcellini, Giovanni Domenico Ferretti, Pier Dandini e Matteo Bonechi (questi ultimi due lavorarono alla galleria, poi interamente ridecorata da Pasquale Saviotti nel 1847).

### Vicende successive
Nel 1730 fu annesso al palazzo l'edificio adiacente (n. 13), già dei Masi, dove avevano abitato anche i discendenti dello scultore Baccio Bandinelli. In questo periodo, grazie al marchese Carlo Ginori e sua moglie Elisabetta Corsini, il palazzo visse un periodo di nuovo splendore, con frequenti feste e ricevimenti a cui partecipavano principi e importanti personalità straniere. Qui fu anche fondato un gabinetto di chimica e fisica, in cui vennero condotti quegli esperimenti che furono alla base della messa a punto del processo della creazione della porcellana e della conseguente fondazione della storica manifattura di Doccia (1737).
Altre trasformazioni al palazzo sono riconducibili a un cantiere aperto in occasione o poco dopo il matrimonio tra Lorenzo Ginori Lisci con Ottavia Strozzi (1846), diretto dall'ingegnere Felice Francolini, che portò alla ripavimentazione in marmo e alla chiusura con un lucernario in ghisa dell'antico cortile a colonne, nonché alla realizzazione di una nuova scala monumentale in sostituzione di quella antica, ripida e stretta.
Per quanto concerne i restauri all'edificio sono documentati interventi nel 1930, mentre recentemente, nel 2003, al cortile si è tornati a conferire gli originari colori settecenteschi (verde salvia alle pareti e rosso pompeiano sulle colonne). Anche l'altana seicentesca appare restaurata.
Il palazzo appare nell'elenco redatto nel 1901 dalla Direzione Generale delle Antichità e Belle Arti, quale edificio monumentale da considerare patrimonio artistico nazionale.
Dal 1825 lavorà come cuoco presso la famiglia Ginori Lisci, Domenico Lorenzini, originario di Cortona, padre di Carlo, noto con lo pseudonimo di Collodi e di Paolo che dopo aver studiato come contabile venne impiegato presso la Manifattura di Doccia per poi diventarne "Ministro", ovvero direttore generale, portanto l'attività della famiglia Ginori a nuovi e importanti traguardi commerciali. 

## Descrizione
Il fronte si sviluppa su tre ampi piani organizzati su sei assi, più una spaziosa altana che chiude l'edificio. Finestre a tutto sesto incorniciate da bugnato in pietraforte scandiscono i due piani, mentre il terreno mostra cinque finestre rettangolari ed il portone d'ingresso (si noti la bella chiodatura) asimmetricamente sistemato in corrispondenza del quarto asse. Oltre la cornice marcapiano aggettante le pareti sono intonacate e vi si affacciato due file di finestre centinate. Fino all'Ottocento era inoltre presente una panca di via, demolita su ordine del Comune. Al centro della facciata è uno scudo con l'arme dei Ginori (d'azzurro, alla banda d'oro caricata di tre stelle a otto punte nel campo). Infine all'ultimo piano è presente la loggetta aperta, elemento tipicamente tardo-cinquecentesco. Danno slancio e solidità i contrafforti in pietra a vista sugli spigoli.
L'elegante cortile cinquecentesco porticato sui quattro lati, oggi trasformato in atrio col lucernario, è caratterizzato da piccole ma armoniose dimensioni, con solide colonne in pietra serena decorate da capitelli compositi, analoghi a quelli sui peducci; al centro si erge una statua cinquecentesca della Fortuna su un alto piedistallo, che anticamente fungeva da fontana, come dimostra la vasca ai piedi. A una parete si trova il cartellone stemmato con le armi Ginori-Minerbetti, creato per il matrimonio del 1699, e sull'altro lato un affresco staccato e la relativa sinopia di un'Incoronazione della Vergine di Francesco di Michele (1385), proveniente da un tabernacolo a Sesto Fiorentino attiguo a una proprietà della famiglia. Altri arredi del cortile sono due orci della manifattura di Montelupo del XVI secolo, una robbiana con lo stemma Ginori-Bartolini Salimbeni (dalla villa di Baroncoli), e una lente ustoria, alla base dei primi esperimenti sulla lavorazione della porcellana: un tempo collocata sul tetto del palazzo, faceva convergere i raggi solari in fornaci per la fusione delle terre.
La loggia su due piani della corte sul retro, verso via della Stufa, risale all'intervento di Lorenzo Merlini. Da qui si accede al giardino privato, con al centro una fontana.
Le decorazioni interne risalgono soprattutto al Settecento, con affreschi di Antonio Ferri, Alessandro Gherardini e Gian Domenico Ferretti. Numerosi pezzi di arredo risalgono invece all'Ottocento, quando furono rinnovati gli ambienti interni in conseguenza delle numerose riunioni letterarie e dei ricevimenti che vi si tenevano regolarmente.
L'ampio scalone per i piani superiori risale agli interventi Ottocenteschi.